# تپه ارمنی یوردی
تپه ارمنی یوردی مربوط به عصر آهن - دوره اشکانیان - دوره ساسانیان است و در شهرستان ابهر، بخش مرکزی، دهستان دولت آباد، روستای چشین واقع شده و این اثر در تاریخ ۲۶ دی ۱۳۸۶ با شمارهٔ ثبت ۲۰۵۲۹ به‌عنوان یکی از آثار ملی ایران به ثبت رسیده است.